# Shela
Shela, karaktär i Gamla Testamentet, son till Juda, bror till Er och Onan och halvbror till Sera och Peres. Stamfader till shelaiterna.